# Kaltenkirchen
Kaltenkirchen é uma cidade da Alemanha localizada no distrito de Segeberg, estado de Schleswig-Holstein.